# Licia

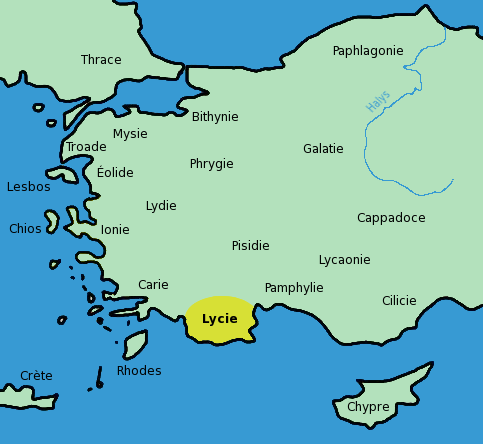
Regione della Licia

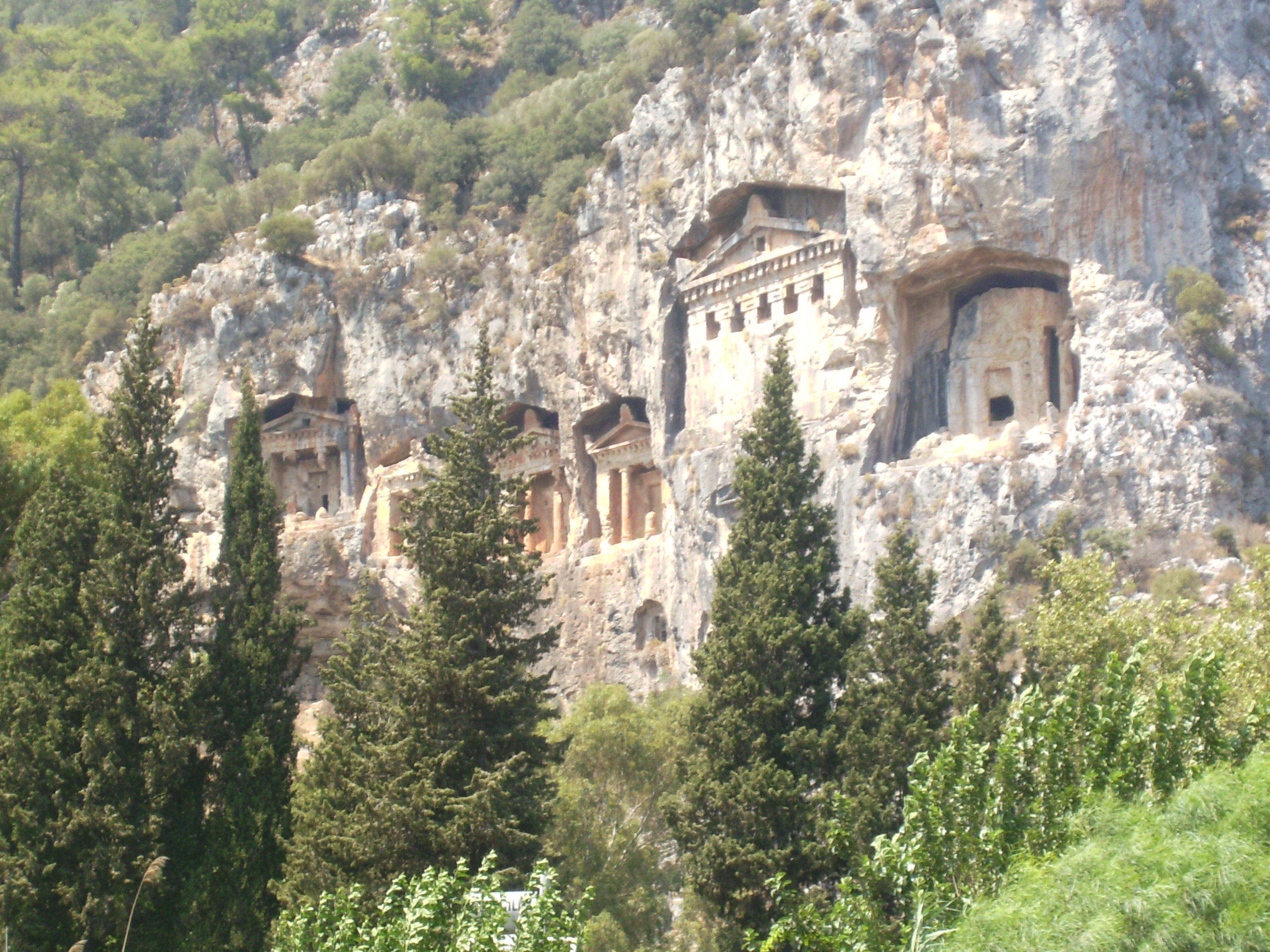
Tombe di re della Licia scavate nella roccia a Dalyan

La Licia (Licio: Trm̃misa; in greco Λυκία?, Lykia [Lukía]; in latino Lycia) è una regione storica dell'Asia Minore, situata sulla costa meridionale dell'Anatolia, nella moderna provincia turca di Adalia. Forma una penisola ad est dell'isola di Rodi. È chiusa a nord dalla catena occidentale del Tauro che la isolava e in parte la isola ancora oggi dal resto della Turchia. Questa conformazione rese in passato i porti sul mare le privilegiate porte di accesso alla Licia.

## Storia

### Periodo greco-ellenistico
Erodoto nelle sue Storie la chiama Mylias e i suoi abitanti Solimi e Termili. Secondo Omero, Bellerofonte, antenato di Glauco di Licia, ne mutò il nome in Licia e Lici erano detti i suoi abitanti, provenienti in gran parte dall'isola di Creta. L'origine del nome è comunque antica e incerta pur trovandolo in talune iscrizioni di epoca egizia. Come ci narra Omero i Lici parteciparono alla Guerra di Troia, guidati da Sarpedone e Glauco, che erano cugini, essendo entrambi nipoti di Bellerofonte (il primo era anche figlio di Zeus).
In epoca storica la popolazione della zona partecipò, in forza all'impero ittita, alla battaglia di Kadesh nel 1284 a.C. combattuta contro il faraone Ramesse II.
Successivamente la regione venne conquistata dal re persiano Ciro il Grande nel 546 a.C. per mano del suo generale Arpago. Ciò nonostante, il monarca persiano, anche se aveva trasformato la zona in una provincia dell'impero persiano controllata da un satrapo, permise agli abitanti della regione di mantenere le proprie tradizioni e di avere capi autoctoni. Durante la seconda guerra persiana, i Lici appoggiarono la flotta persiana nella Battaglia di Capo Artemisio con l'invio di una flotta di 50 navi al comando del generale Kybernis. La Licia si svincolò poi dal dominio persiano con l'intervento di Cimone, generale ateniese figlio di Milziade, e partecipò alla Lega Delio-Attica. Nel 448 a.C. si formò, su pressione di Atene, la Lega licia, che annoverava 36 città, poi passate a 23. Ogni città, a seconda della dimensione, poteva inviare da uno a tre rappresentanti presso il sinedrio, l'assemblea che ogni anno eleggeva il capo della lega, detto liciarca, e gli altri funzionari. Lo scopo della lega era il controllo dell'applicazione dei diritti delle varie città e la gestione della terra comune.
La regione fuoriuscì dalla lega Delio-Attica nel 429 a.C. per tornare sotto il dominio persiano. A partire dalla seconda metà del IV secolo a.C. fu governata da Mausolo, satrapo della Caria, dopo una fallita insurrezione indipendentista avvenuta nel 362 a.C. nota come rivolta dei satrapi.
Venne conquistata infine da Alessandro Magno nel 333 a.C. Fu quindi governata, insieme all'Egitto, alla Cirenaica, e a Cipro, da un generale di Alessandro Magno, Tolomeo I Sotere, che impose nella regione anatolica la lingua greca e la organizzò in forma federale. Nel 197 a.C. Antioco III la occupò assieme a gran parte dell'Anatolia. Nel 190 a.C. i Romani sconfissero il re della dinastia seleucide nella battaglia di Magnesia. Con il successivo Trattato di Apamea i Romani concessero la Licia ai Rodii in segno di riconoscenza per il loro appoggio contro Antioco, e la regione venne così a far parte della Perea Rodia. Questo dominio durò solo venti anni. Nel 168 a.C. Roma dichiarò libera la regione della Licia. Qualche anno dopo le città, con un accordo, crearono la confederazione licia (Λυκιωντοκοινον). Secondo Artemidoro che è la fonte di Strabone, le ventitré città che formavano la confederazione, secondo un sistema proporzionale, eleggevano il loro presidente di Lega, chiamato liciarca. Le metropoli di Xanthos, Patara, Pinara, Olympos, Myra e Tlos possedevano tre voti.

### Periodo romano
Con il mancato sostegno a Marco Giunio Bruto la confederazione licia si inimica Roma. In seguito Bruto assediò Xanthos, che venne completamente distrutta ad opera degli assediati che secondo Plutarco si suicidarono in massa. A seguito di questo comportamento, il proconsole esitò ad assediare Patara. In seguito Patara, preso atto della magnanimità di Bruto, si arrese senza essere attaccata, seguita dalle altre città della penisola. La regione venne trattata con magnanimità da Roma, che vi pretese contributi molto leggeri. Da allora la Licia fu fedele a Roma e solo nel 43 assieme alla Pamfilia divenne provincia romana, pur mantenendo una larga autonomia.
Nel 129 l'imperatore Adriano, visitò la Licia e vi fece costruire, nel porto della città di Myra e di Patara, due granai per raccogliere e conservare strategicamente la produzione di grano della regione. Queste infrastrutture rimasero attive fino al IV secolo.
Nel 141 un violentissimo terremoto sconvolse la regione provocando grandissime devastazioni. Opramoas di Rodiapoli l'uomo più ricco della penisola si prodigò elargendo ingentissime somme per la ricostruzione delle città devastate. Nella lapide mortuaria di Opramoas vengono indicate le città ricostruite (Patara, Tlos, Olimpo, Rodiapoli, Korydalla, Oinoanda, Myra, Telmesso, Kadyanda, Pinara, Xanthos, Kalynda, Bubon, Balbura, Krya, Symbra, Arneai, Choma, Podalia, Arykanda, Limyra, Fellos, Antifellos, Faselide, Kyaneai, Aperlai, Nisa, Sidyma, Gagai e Akalissos). Nel 240 vi fu un altro terremoto che sconvolse la Licia. La regione si riprese solo lentamente da questo tremendo colpo, l'unificazione amministrativa sotto la Panfilia, la fa sparire dai commenti storici per più di cento anni. Solo nel 325 la Licia riacquistò autonomia politica. Polemio Silvio la indica ancora come provincia indipendente nel V secolo.

### Il declino
Nel 542 vi fu una tremenda epidemia di peste che accelerò il dissolvimento della civiltà licia.

## Religione

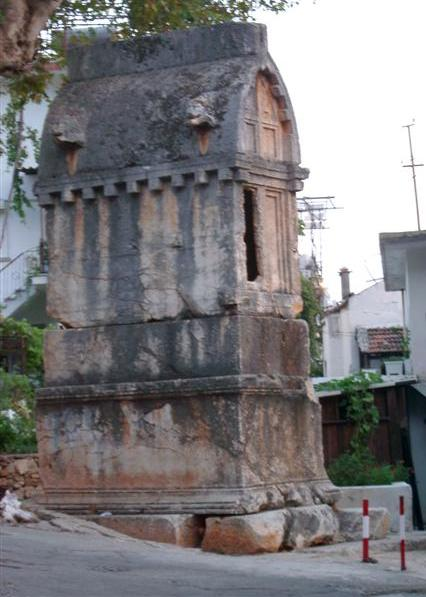
Sarcofago su colonna a Kaş

La religione del popolo della Licia non ha testimonianze scritte nel periodo precedente al IV secolo a.C. Le uniche vestigia, che testimoniano la religiosità di questo popolo, sono i magnifici monumenti funebri, che ancora oggi si possono ammirare. Essi si dividono in due categorie: i sarcofagi e le tombe scavate nella roccia su falesie. Si ritiene che il popolo dei Lici fu il primo ad utilizzare questo tipo di sepolture seguiti da Frigi e Carii. L'altro tipo di tomba presente nella regione è a forma di casetta posta su un pilastro. Queste sepolture fanno supporre una religiosità improntata sul culto degli eroi e dei principi defunti, sostenuto da un'idea di aldilà. Mancano invece, di questo periodo, indicazioni sulle singole divinità. In seguito l'influsso ellenico portò nella regione, un mutamento anche nella religione. Compaiono alcune divinità dell'Olimpo greco, in particolare la triade di Latona con i figli Apollo e Artemide. Il nome Latona, Greco antico Λητω, sembra venira dalla parola licia lada (donna). Se la supposizione è esatta, questo indica che le influenze sulle divinità, non furono a senso unico. Secondo Margherita Guarducci, la coppia Latona Apollo venne ai Greci dalla Licia e si arricchì della figura di Artemide soltanto in età più recente, quando cioè Artemide, da dea madre quale essa era in origine, acquistò il carattere di dea fanciulla
Carattere peculiare nella religiosità dei Lici del tempo era il vivo interesse per la conoscenza del futuro, con la pratica della mantica. Questo si esplicava in vari santuari come quelli di Xanthos, Myra e presso il famoso oracolo di Apollo di Patara.
Il cristianesimo si diffuse nella regione sin dagli inizi: le prime testimonianze risalgono al III secolo e si riferiscono a vescovi e credenti fatti oggetto di persecuzioni e a martiri. Figure di spicco di quel periodo sono San Nicola di Myra e Metodio di Olimpo.

## Lingua
Ben poco si conosce riguardo alla lingua usata nella regione, prima che venisse soppiantata dal greco nel I secolo a.C. Tra le cose accertate, vi è il fatto che fosse costituita da due dialetti di origine indoeuropea.